# Saint-Mont
Saint-Mont är en kommun i departementet Gers i regionen Occitanien i sydvästra Frankrike. Kommunen ligger i kantonen Riscle som tillhör arrondissementet Mirande. År 2022 hade Saint-Mont 313 invånare.

## Befolkningsutveckling
Antalet invånare i kommunen Saint-Mont
Referens:INSEE